# Acinonyx kurteni

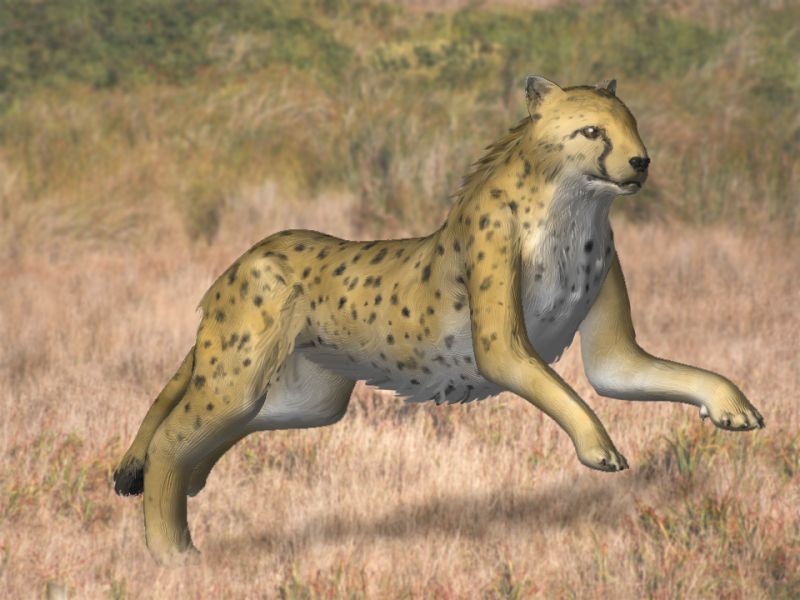
Reconstrucción

Acinonyx kurteni, o el Guepardo de Linxia, es un espécimen fósil desacreditado de un guepardo extinto descubierto en China. El nombre científico se asignó al cráneo que originalmente se describió como el de una especie extinta de guepardo, endémico de Asia durante la subépoca del piacenziense tardío. Se estimó que vivió alrededor de 2,2 a 2,5 Ma AP, existiendo durante aproximadamente 0,3 millones de años.
El descubrimiento fósil se informó en 2008 y se afirmó que era el linaje "Acinonyx" más primitivo descubierto hasta ahora. Además, el estudio concluyó que los guepardos se originaron en el Viejo Mundo, no en el Nuevo Mundo como se creía anteriormente. Se pensó que compartía algunas características con el guepardo moderno, Acinonyx jubatus, como tener los senos paranasales agrandados para la entrada de aire durante la carrera, mientras que sus dientes muestran características primitivas.
Después de una larga sospecha sobre la autenticidad del fósil, finalmente se aceptó como una falsificación en 2012. En 2012 uno de los autores de la descripción de A. kurteni, Ji H. Mazák, se retractó del artículo de descripción de la especie; este autor estableció que el examen adicional lo condujo a la conclusión de que el espécimen es un compuesto.